# Stara baśń (spektakl telewizyjny)
Stara baśń – spektakl telewizyjny z 1984 roku w reżyserii Ireny Wollen. Spektakl jest adaptacją powieści Józefa Ignacego Kraszewskiego pt. Stara baśń, w wykonaniu krakowskich aktorów dla Teatru Młodego Widza.
Spektakl składa się z 3 części: "Złowieszcze znaki", "Wici", "Zwycięstwo".

## Obsada aktorska[1]
- Krzysztof Globisz - Doman
- Jerzy Trela - Wisz
- Marian Dziędziel - Hengo
- Jan Peszek - Popiel
- Dorota Pomykała
- Izabella Olszewska - Jaruha
- Jerzy Bińczycki - Miłosz
- Edward Lubaszenko - Piast
- Leszek Piskorz
- Urszula Kiebzak-Dębogórska
- Jacek Milczanowski - Gerda
- Andrzej Grabowski